# 今治駅前サイクリングターミナル
今治駅前サイクリングターミナル（いまばりえきまえサイクリングターミナル）は、愛媛県今治市にあるサイクリングターミナル。今治市が開設し、一般財団法人今治勤労福祉事業団が指定管理者として管理･運営を行っている。愛称は「i.i.imabari! cycle station（アイアイ今治サイクルステーション）」。

## 概要
JR予讃線今治駅の隣接した場所に立地している。以前は今治駅近くの高架下に「JR今治駅臨時レンタサイクルターミナル」が設置されていたが、しまなみ海道のサイクリング人気でレンタサイクルの利用が伸び、配置している自転車だけでは足りなくなったことからJR今治駅前駅東第2駐車場跡地に新たに開設された。レンタサイクルの機能に加えて、更衣室やシャワー室の他、自転車の洗車・組立て・メンテナンスも行うスペースやサイクリスト同士が交流できるウッドデッキ広場が整備されている。
佐藤可士和が率いるクリエイティブスタジオ「SAMURAI」がデザイン監修を手がけた。

### 施設機能
- レンタサイクル
- 交流スペース
- 自転車組立てスペース
- 自転車洗車スペース
- 更衣室
- ターミナル前広場

## 周辺
- 今治駅
- ジャイアントストア今治
- JRクレメントイン今治
- 瀬戸内海病院
- ニッポンレンタカー今治駅営業所
- ローソン今治駅前店

## 交通アクセス
- JR予讃線今治駅より徒歩1分。
- 瀬戸内運輸・瀬戸内海交通・いずみ観光「今治駅前」バス停より徒歩1分。
- 西瀬戸自動車道今治インターチェンジより車で約5分。
- 今治小松自動車道今治湯ノ浦インターチェンジより車で約20分。